# Bernard Mandeville
Bernard Mandeville, ou Bernard de Mandeville (15 de Novembro de 1670, Roterdão - 21 de Janeiro de 1733, Hackney ), foi um filósofo, economista político e satírico.  Nasceu na Holanda, mas viveu a maior parte de sua vida em Inglaterra, tendo usado o Inglês para a maioria das obras que publicou.  Tornou-se famoso (ou infame) devido à sua obra de 1714 The Fable of the Bees: or, Private Vices, Publick Benefits  (A Fábula das Abelhas: ou, Vícios privados, benefícios públicos).

## Ideias
A filosofia de Mandeville gerou muita polêmica no seu tempo, e sempre foi estigmatizada como falsa, cínica e degradante. Sua principal tese é de que as ações humanas não podem ser divididas entre baixas ou elevadas. Uma vida virtuosa é apenas uma mera ficção introduzida por filósofos e líderes, governos, para simplificar e controlar as relações da sociedade. Com efeito, a virtude (que ele define como "toda a ação que o homem faz ao contrário do impulso natural, deve gerar beneficio aos outros, ou ser utilizada para conquistar suas próprias paixões, tendo com isso o homem ambição de ser bom pelo auto-controle") a virtude segundo Mandeville gera detrimento para a sociedade, seu comércio e seu progresso intelectual. Isto porque é o vício e não a virtude que determina o auto-interesse dos homens, o qual, através das invenções e da circulação de capital (economia) em conexão com os luxos e os prazeres do auto-interesse, estimula a sociedade nos seus atos rumo ao progresso.

## Vícios privados, benefícios públicos
Mandeville conclui que o vício em contrapartida ás "virtudes cristãs" de seu próprio tempo, é necessária para a condição de se ter uma economia próspera. Seu ponto de vista é mais severo se contraposta ao auto-interesse de Adam Smith. Ambos, Smith e Mandeville acreditam que a ação coletiva dos indivíduos em prol do auto-interesse trazem consigo benefícios públicos. Entretanto, o que diferencia sua filosofia com a de Smith é sua relação com o benefício público e a virtude-vício dos indivíduos. Smith acredita numa virtude auto-interessada a qual os resultados geram uma cooperação invisível, mão invisível. Por outro lado, Mandeville acredita que é a ganância viciosa pela riqueza que leva a uma cooperação invisível por toda a sociedade. As relações que Mandeville qualifica dos indivíduos entre si mesmos e sua busca de auto-interesses antecipou as ideias de Smith da atitude do laissez-faire. Mandeville também clama aos políticos e governos do seu tempo para que assegurem que as paixões dos homens sejam livres e que com isso se gere benefícios públicos.
Na sua obra principal  A fabula das abelhas ele mostra como a sociedade que possui todas as virtudes "abençoado com o contentamento e a honestidade" acaba decaindo a um estado de apatia paralisadora. A abstinência do amor próprio (cf. Hobbes) é a morte do progresso. As chamadas virtudes morais são mera hipocrisias, e apenas surgem devido ao desejo próprio de ser superior em relação aos brutos. "As virtudes morais são a descendência política da auto-bajulação em cima de orgulho." Sendo assim Mandeville conclui que é o paradoxo da busca dos próprios vícios que geram a prosperidade, "vícios privados são benefícios públicos".

Entre outras coisas, Mandeville argumenta que os mais depravados e vilipendiados comportamentos geram efeitos econômicos positivos. Um libertino, por exemplo, é um cidadão vicioso, e mesmo assim capaz através de suas dispensas e prazeres empregar alfaiates, serviçais, cozinheiros, prostitutas, perfumistas, . Estas pessoas, por sua vez, podem empregar através de suas despesas padeiros, carpinteiros, entre outros trabalhadores. Portanto, a ganância e a violência das paixões de um libertino também são ás bases benéficas da sociedade em geral.

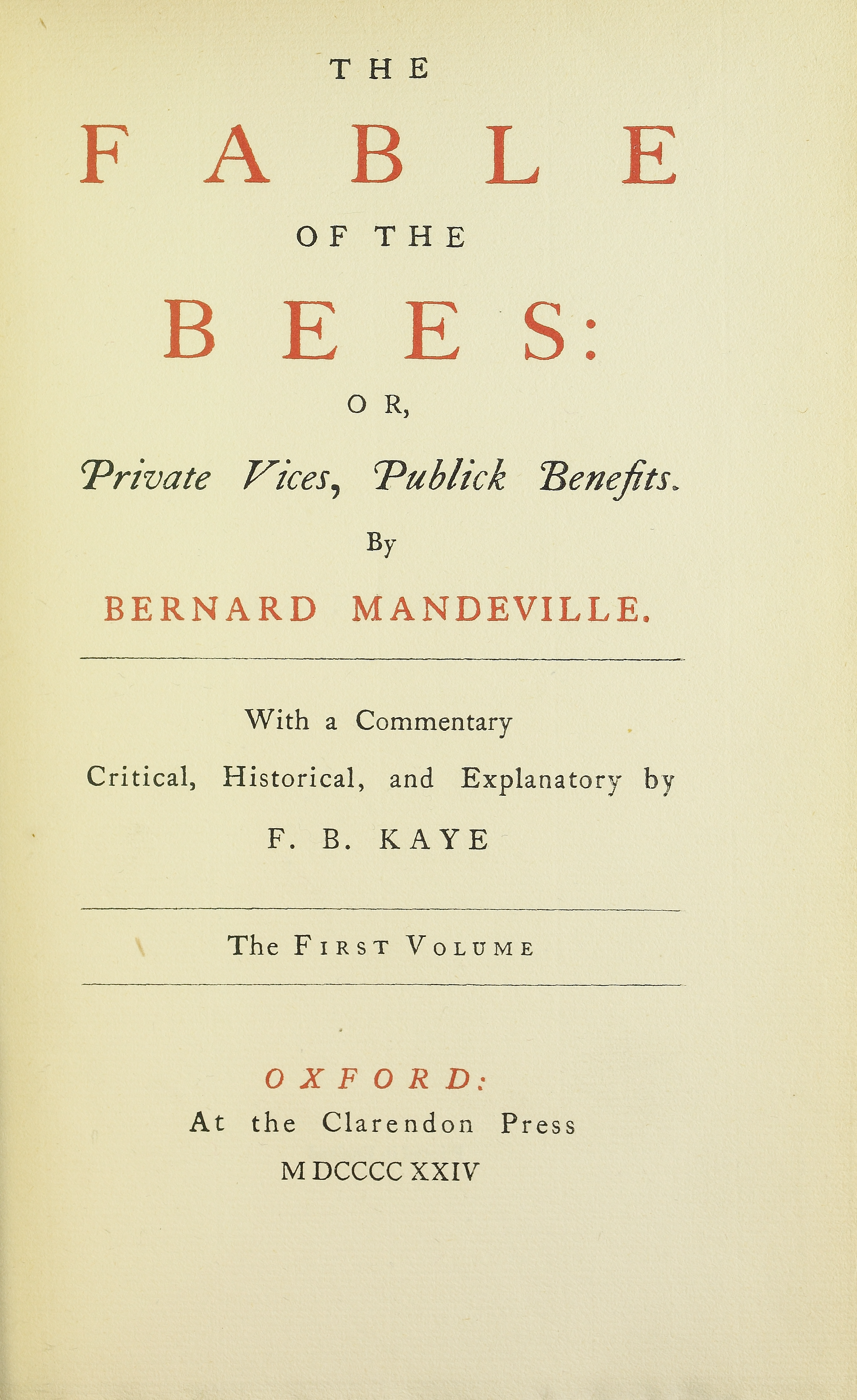
Fable of the bees, 1924

## Obras
- Aesop Dress'd, or a Collection of Fables writ in Familiar Verse (1704)
- Typhon: a Burlesque Poem (1704)
- The Planter's Charity (1704)
- The Virgin Unmasked (1709, 1724, 1731, 1742), obra em que se destaca o lado mais grosseiro de sua natureza
- A Treatise of the Hypochondriack and Hysterick Passions (1711, 1715, 1730 (o número de 1730 foi intitulado A Treatise of the Hypochondriack and Hysterick Diseases )) admirado por Johnson (Mandeville aqui protesta contra a terapêutica especulativa, e avança suas próprias teorias fantasiosas sobre espíritos animais em conexão com "fermento estomacal": ele mostra um conhecimento dos métodos de Locke e uma admiração por Sydenham)
- The Fable of the Bees (1714, 1724)
- The Mischiefs that Ought Justly to be Apprehended from a Whig-Government (1714)
- Free Thoughts on Religion, the Church, and National Happiness (1720, 1721, 1723, 1729)
- A Modest Defence of Publick Stews (1724, 1740) Multiple formats at Ex-Classics
- An Enquiry into the Causes of the Frequent Executions at Tyburn (1725)
- An Enquiry into the Origin of Honour, and the Usefulness of Christianity in War (1732)
- A Letter to Dion, occasioned by his book called Alciphron or the Minute Philosopher (1732)